# Szabó Sándor (magánnyomozó)
Szabó Sándor János (Székesfehérvár, 1979. március 28. –) magyar magánnyomozó.

## Életrajz
Baján nőtt fel, itt járt gimnáziumba is. Az érettségi vizsgát követően a Csopaki Rendőr-Szakközépiskolában folytatta tanulmányait, majd elvégezte a Rendőrtiszti Főiskola bűnügyi szakát. 1998 és 2004 között rendőrségi nyomozóként dolgozott, majd 2006-ban megalapította a Hesber Magánnyomozó Irodát. Sikeres munkájának köszönhetően Magyarország 2000-es éveinek egyik elismert detektívje lett.
Magánnyomozóként közreműködött számos, a társadalom vagy a közvélemény szempontjából jelentős súlyú ügy nyomozásában, mint például a West-Balkán-tragédia.
Az eredményes nyomozásoknak köszönhetően egyre több híresség kereste fel, mely által a "celebek nyomozójaként" is több helyütt említik.
Számos esetben mint szaktanácsadó vesz részt különböző, bűncselekményekkel és magánéleti problémákkal foglalkozó televízió- és rádióműsorokban.